# Џон Деј
Џон Деј (енгл. John Day или Daye; рођен око 1522 — умро 23. јула 1584) био је енглески протестантски штампар.
Био је специјализован за штампање и дистрибуцију протестантске литературе и памфлета. Штампао је велики број књига религијске садржине као што су збирке проповеди и преводи псалама. Славу је стекао као издавач дела Actes and Monuments Џона Фокса познатог и као Book of Martyrs (енглески Књига мученика). Ова књига сматра се за највећу и у техничком смислу најбоље одштампану енглеску књигу 16. века.